# Slaget ved Dallas
Slaget ved Dallas var en række træfninger under Atlanta kampagnen i den amerikanske borgerkrig. De foregik mellem den 24. maj og den 4. juni 1864 i og omkring byen Dallas i Georgia. Generalmajor William J. Hardees konfødererede korps stødte frem mod den defensive linje i Unionens XV Korps under generalmajor John A. Logan fra Army of the Tennessee. Slaget ved New Hope Church og Slaget ved Pickett's Mill ses ofte som adskilte dele af den overordnede kamp ved Dallas. 
Den 24. maj fandt generalmajor William T. Sherman, som var øverstkommanderende for Unionens styrker i Georgia, ud af, at hans konfødererede modpart, general Joseph E. Johnston, var ved at skabe en forsvarslinje langs den sydlige bred af Pumpkinvine Creek. Efter en række træfninger faldt Johnstons hær tilbage fra området ved Cassville-Kinston, først til Allatoona Pass og derefter til Dallas området, hvor de forskansede sig. Shermans hær aftestede den konfødererede linje, mens de selv forskansede sig.  Slaget ved Dallas foregik den 28. maj, da Hardee’s korps afprøvede Unionens forsvarslinje, som blev holdt af Logans korps, for at finde eventuelle svage punkter. Det kom til kamp på to forskellige steder, men de konfødererede blev slået tilbage med store tab.  
Sherman blev ved med at lede efter en vej rundt om Johnstons linje, og den 1. juni besatte hans kavaleri Allatoona Pass, hvor der var en jernbane, som ville muliggøre at han kunne blive forsynet med tog. Sherman opgav sine linjer ved Dallas den 5. juni og flyttede til jernbanen ved Allatoona Pass og tvang Johnston til snart at følge bagefter.
Blandt de tusinder af døde og sårede var Archibald L. McDougall, en tidligere brigadekommandør i Unionens Army of the Potomac.